# Colonia Connecticut
Colonia Connecticut, conform originalului din limba engleză, [The] Connecticut Colony, a fost o colonie engleză, care a devenit ulterior statul american Connecticut.
Inițial cunoscută sub numele de River Colony, în română, Colonia Râului, colonia a fost organizată la 3 martie 1636 ca un loc extrem de atractiv pentru puritanii nobili.  După lupte cu olandezii, englezii au dobândit controlul decisiv și permanent al coloniei la sfârșitul anilor 1630.  Ulterior, colonia  a fost teatrul unui război sângeros între englezi și nativii americani, cunoscut sub numele de Pequot War.
Colonia a jucat un rol semnificativ în procesul de creare al viitoarei entități statale a Statelor Unite ale Americii datorită refuzului său, devenit mai apoi legendar, de a subordona conducerea sa locală autorității entității numite Dominionul Noii Anglii (conform originalului din engleză, Dominion of New England), eveniment cunoscut ca incidentul Charter Oak.
Două alte colonii engleze aflate pe prezentul teritoriu al statului Connecticut au fuziont în Connecticut Colony, Saybrook Colony în 1644 și New Haven Colony în 1662.

## Istoric

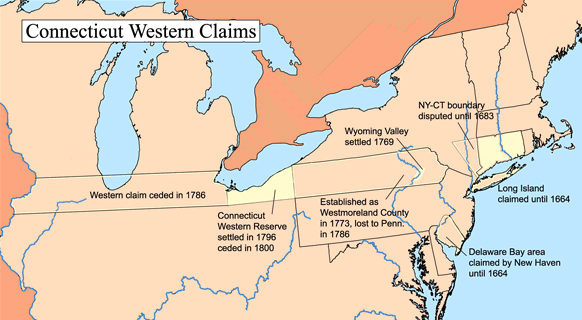
Hartă indicând pretențiile teritoriale ale Coloniei Connecticut.